# Markt Wald
Markt Wald é um município da Alemanha, situado no distrito da Baixa Algóvia, no estado da Baviera. Tem 30,82 km² de área, e sua população em 2019 foi estimada em 2 189 habitantes.